# Giuseppe Bentivoglio
Giuseppe Bentivoglio (Roma, 21 maggio 1943 – Genazzano, 6 luglio 2023) è stato un paroliere e giornalista italiano.

## Biografia
Nato a Roma, di professione giornalista, Bentivoglio è noto soprattutto per la sua collaborazione con Fabrizio De André. Ha condiviso la scrittura dei testi per alcuni tra gli album più celebri del cantautore genovese: è infatti già coautore, nel 1968, del brano La ballata degli impiccati (contenuto nel concept album Tutti morimmo a stento), ispirato dall'omonima opera poetica di François Villon, quindi di tutti i brani di Non al denaro non all'amore né al cielo e di Storia di un impiegato
come ad esempio nei brani Canzone del maggio, Canzone del padre, Il bombarolo, Un giudice e Verranno a chiederti del nostro amore.
In seguito ha scritto anche i testi di alcuni brani su musiche di Fiorenzo Carpi, contenuti nell'album In prima persona (1974) di Donatella Moretti.
A lungo amico di De André, con cui discuteva su numerosi argomenti, interromperà i rapporti con il cantautore per motivi non noti: rimarrà però sempre in contatto con la sua famiglia.
Dopo avere lasciato Roma, si è trasferito a Genazzano, dove ha vissuto fino alla sua scomparsa. Ai suoi funerali è presente anche Dori Ghezzi.

## Discografia
- Tutti morimmo a stento (1968)
- Non al denaro non all'amore né al cielo (1971)
- Storia di un impiegato (1973)
- In prima persona (1974)